# Rico Verhoeven
Rico Verhoeven (* 10. April 1989 in Bergen op Zoom) ist ein niederländischer K-1-Kämpfer und aktueller Glory-Schwergewicht-Champion. Er kämpfte davor bei K-1, It’s Showtime und Superkombat-Veranstaltungen. Seit dem 10. November 2014 wird Verhoeven als weltweiter Nummer-1-Schwergewichtskämpfer bei LiverKick.com geführt.

## Hintergrund
Rico Verhoeven wurde in Bergen op Zoom, Niederlande geboren. Bereits im Alter von sechs Jahren begann er mit Kyokushin-Karate. Trainiert wird er bis heute von seinem Vater Jos Verhoeven, der den Schwarzen Gürtel in Karate besitzt. Mit 14 Jahren begann er mit dem Kickbox-Training.
Die beiden Kämpfe gegen Badr Hari (2016 & 2019) gewann Rico Verhoeven beide durch eine Verletzung von Badr Hari.